# Alb (Norte)
El río Alb es un afluente derecho del Rin en el norte de Baden-Wurtemberg, Alemania.

## Enlaces
- Wikimedia Commons alberga una categoría multimedia sobre Alb (Norte).